# Geely Galaxy E5
Geely Galaxy E5 (кит.: 吉利银河E5) — компактний кросовер, вироблений компанією Geely Auto в рамках лінійки електричних автомобілів Geely Galaxy. Він був представлений у травні 2024 року та запущений у виробництво в липні 2024 року. 

## Огляд
Geely Galaxy E5 було представлено у травні 2024 року. За словами Geely, цей автомобіль був першим автомобілем Geely, який був розроблений з лівим і правим кермом одночасно, що вказує на більшу увагу на експортних ринках. Geely підтвердила, що продаватиме автомобіль у Норвегії, Австралії, Таїланді та Індонезії під назвою Geely EX5.  Автомобіль також продаватиметься під брендом Proton у Малайзії як Proton eMas 7 і поширюватиметься дочірньою компанією Proton New Energy Technology (Pro-Net). 
Geely Galaxy E5 був розроблений, щоб конкурувати з BYD Yuan Plus / Atto 3.   Він буде пропонуватися з одним двигуном на 215 к.с, переднім приводом , та заявленою максимальною швидкістю 175 км/год у поєднанні з літій-залізо-фосфатною батареєю, розробленою Geely під назвою Aegis Short Blade.  Варіанти ємності акумулятора становлять 49,52 кВт/год і 60,22 кВт/год з номінальним діапазоном CLTC 440 км і 530 км відповідно. Geely заявляла про час прискорення 0-100 км/год за 6,9 секунд. Коефіцієнт лобового опору вважається найнижчим у своєму сегменті і становить Cd 0,269, що сприяє його енергоефективності, яка становить 11,9 кВт/год на 100 км. 

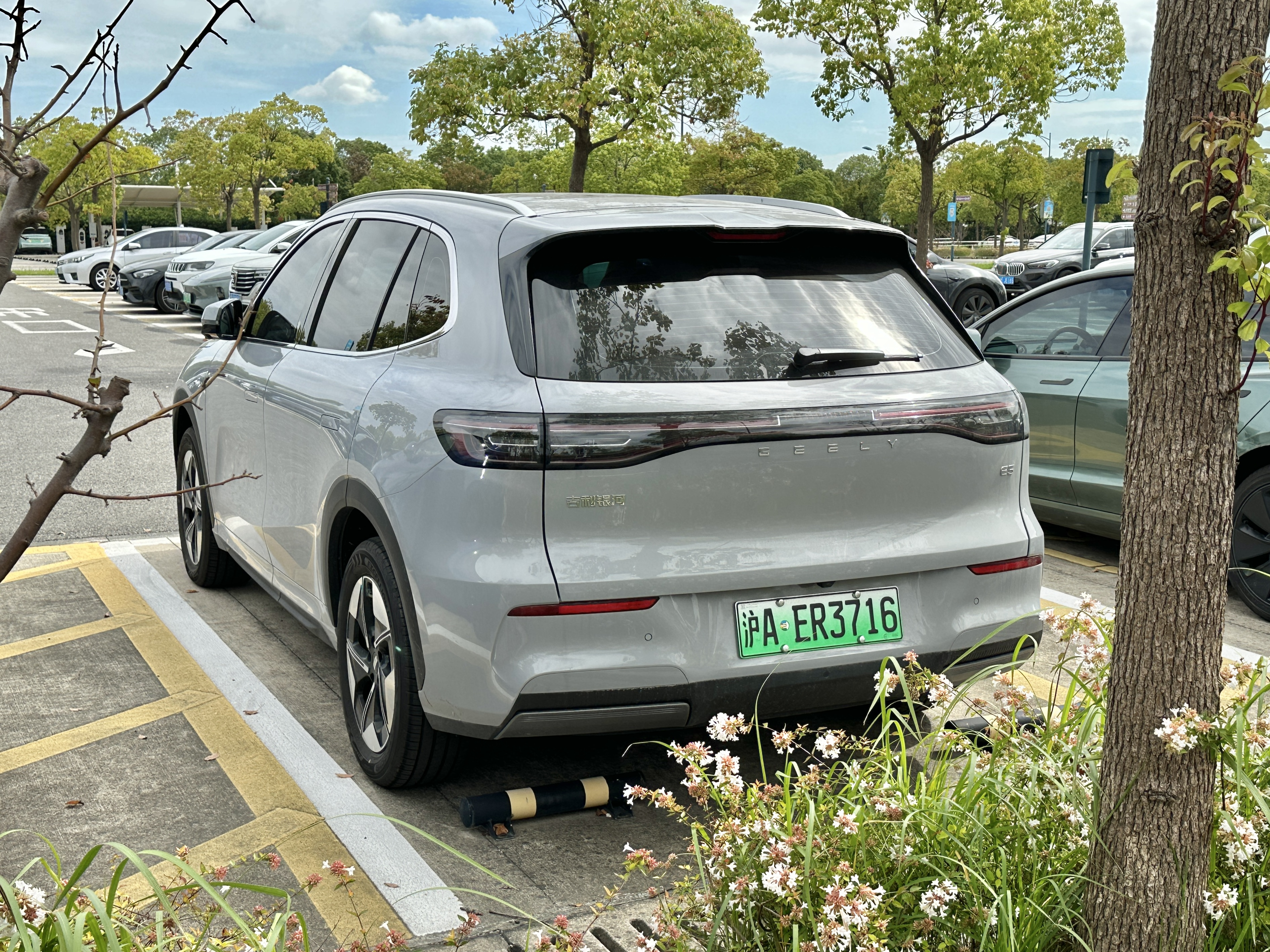
Вид ззаду

| Тип                           | Акумулятор                                      | Макет | Електричний двигун                       | потужність | Крутний момент | 0—100 км/год (0—62 миля/год) (заявлено) | Діапазон (заявлений) | Календарні роки |
| Тип                           | Акумулятор                                      | Макет | Електричний двигун                       | потужність | Крутний момент | 0—100 км/год (0—62 миля/год) (заявлено) | CLTC                 | Календарні роки |
| ----------------------------- | ----------------------------------------------- | ----- | ---------------------------------------- | ---------- | -------------- | --------------------------------------- | -------------------- | --------------- |
| Стандартний запас ходу 440 км | 49,52 Акумулятор LFP Aegis Short Blade, кВт/год | FWD   | Синхронний двигун з постійними магнітами | 215 к.с    | 320 Нм         | 6,9 секунди                             | 440 км (273 миля)    | 2024–дотепер    |
| Дальність 530 км              | 60.22 Акумулятор LFP Aegis Short Blade, кВт/год | FWD   | Синхронний двигун з постійними магнітами | 215 к.с    | 320 Нм         | 6,9 секунди                             | 530 км (329 миля)    | 2024–дотепер    |
| Література:                   |                                                 |       |                                          |            |                |                                         |                      |                 |